# Schistochlamys
Genre
Le genre Schistochlamys regroupe deux espèces d'oiseaux appartenant à la famille des Thraupidae.

## Espèces
- Schistochlamys ruficapillus (Vieillot, 1817) – Tangara cannelle
- Schistochlamys melanopis (Latham, 1790) – Tangara à camail